# Loie Fuller (pel·lícula)
Loie Fuller és una pel·lícula curtmetratge en blanc i negre mut francès del 1901 dirigida per Segundo de Chomón. El creador figura com a "anònim" per la Fundació Jérôme Seydoux-Pathé. Algunes còpies han estat pintades amb stencil amb el procés Pathécolor al taller de Barcelona de Julienne Mathieu i Segundo de Chomón.

## Trama
Després de dos efectes especials (un vampir volador i la seva transmutació en ballarina), la pel·lícula representa una dansa serpentina de Loie Fuller.